# Sense Bank
Sense Bank (до 1 декабря 2022 — «Альфа-банк Украина») — украинский банк. В первом квартале 2023 года занимал пятое место по размеру активов среди украинских банков. 21 июля 2023 года был выведен с рынка, его акции за 1 грн были выкуплены Министерством финансов Украины, в банк была введена временная администрация.

## Владельцы и руководство
По состоянию на 21 апреля 2022 года конечными владельцами существенного участия в банке, через холдинговые компании ABH Holdings S.A. (Люксембург), 57,6 % акций и ABH Ukraine Limited (Кипр) 42,4 % акций, являлись Михаил Фридман (32,86 %), Пётр Авен (12,4 %) и Андрей Косогов (40,96 %).
21 апреля 2022 года Национальный банк Украины согласовал кандидатуру Симеона Дянкова на позицию доверенного лица, которому было передано право голоса по акциям акционеров, чья репутация признана небезупречной и которые были отстранены от управления банком. С этого момента Симеон Дянков в пределах своих полномочий и законодательства участвует в управлении банком.
По словам доверенного лица, правление банка приняло решение отказаться от бренда Альфа-Банк и продолжить работу под новым брендом. «Спустя несколько дней после начала войны правление приняло решение отказаться от бренда „Альфа-Банк“. Банк не хочет иметь ничего общего со страной-агрессором даже на уровне ассоциаций и бренда, работающего в России», — сказал Симеон Дянков.
По состоянию на 15 августа 2023 года в правление банка входили:
- Алексей Ступак — председатель правления
- Елена Зубченко — заместитель председателя правления
- Инна Тютюн — член правления
- Андрей Соколов — член правления
- Алексей Шклярук — член правления, главный риск-менеджер

21 июля 2023 года Кабинет министров Украины поддержал предложение Национального банка о переходе АО «Сенс банк» в стопроцентную государственную собственность (в лице Министерства финансов Украины).
В конце декабря холдинг ABH, управляющий «Альфа Групп», подал иск в Международный центр по урегулированию инвестиционных споров, в котором оспорил национализацию украинского Альфа-банка. Истец обвиняет власти Украины в корпоративном рейдерстве и военных спекуляциях, приведших к незаконной экспроприации актива. Сумма иска составляет более одного миллиарда долларов.

## Деятельность
В 2011—2017 годах Альфа-Банк выступал партнёром первого международного джазового фестиваля во Львове — Alfa Jazz Fest. За 7 лет инициатива банка позволила создать музыкальный фестиваль международного уровня, который стал самостоятельным культурным событием Украины и с 2018 года после ребрендинга проводится под названием «Leopolis Jazz Fest».
В январе 2016 года ABHH и UniCredit Group (UCG) объявили о подписании соглашения о передаче первой 99,8 % акций Укрсоцбанка от UCG — в обмен последней на миноритарную долю владения в ABHH в размере 9,9 %.
В октябре 2019 года было завершено присоединение Укрсоцбанка к Альфа-Банку Украина, Альфа-Банк Украина стал правопреемником Укрсоцбанка.
В 2019 году Альфа-Банк Украина присоединился к локальной сети Глобального договора ООН в Украине.
26 ноября 2020 года Альфа-Банк Украина запустил Sense SuperApp — цифровой банк (мобильное приложение), в котором могут одновременно обслуживаться физлица и ФЛП. За год пользователями приложения стали более 1,4 миллиона клиентов банка.
В марте 2021 года Альфа-Банк Украина начал стратегическое сотрудничество с национальным оператором «Киевстар» для предоставления конвергентных телеком-банковских услуг в одной точке. Финучреждение и оператор объединили банковский и мобильный счета в цифровом банке Sense SuperApp.
В конце 2021 года Альфа-Банк реализовал доступ международных акций к обороту на украинском рынке и предоставил клиентам инструмент торговли в цифровом банке Sense SuperApp.
За время пилотного периода, который длился с 28 декабря 2021 по 10 января 2022 года, объём торгов составил более 18 млн грн.
По данным НБУ, по состоянию на 1 декабря 2021 года активы банка составляли почти 111 млрд грн. По состоянию на конец 2021 года в банке насчитывалось 201 отделение и 686 банкоматов (из них 198 с функцией NFC). По состоянию на 18 июля 2022 года в банке обслуживалось более 3 млн физических, 55 тыс. юридических лиц, 82 тыс. ФЛП и работали почти 5 тыс. сотрудников.
В конце 2022 года Sense Bank стал частью общей банковской сети Power Banking, созданной по инициативе НБУ — 74 критически важных отделения Sense Bank будут работать даже в условиях длительного отсутствия света. Все они обеспечены альтернативными источниками энергии и резервными каналами связи.
21 июля 2023 года Правительство Шмыгаля (Кабинет Министров Украины) выкупило у Фонда гарантирования вкладов физических лиц весь пакет акций Sense Bank за 1 гривну. Благодаря этому банк становится государственным при Министерстве финансов Украины.

## Рейтинги
Рейтинговое агентство Fitch Ratings в феврале 2021 года подтвердило рейтинг банка на уровне «B-», прогноз — «стабильный».

## Признание
В обзоре 2016 World’s Banks издания Global Finance Альфа-банк был признан лучшим банком Украины.
В 2021 году международное издание Global Finance признало Альфа-банк победителем в номинации The Best Consumer Digital Bank in Ukraine — лучший цифровой банк в стране, в рамках ежегодной премии The World’s Best Consumer Digital Banks Awards in Central & Eastern Europe 2021.
Также Global Finance отметил Альфа-банк как самый лучший SME-банк в Украине в рамках премии SME Bank Awards 2022 года и второй год подряд отдал победу в Best Private Bank Award частному банкингу A-Club.
26 ноября 2021 года, в честь первого дня рождения цифрового банка Sense SuperApp, «Альфа-Банк Украина» в партнёрстве с Mastercard провели первый в мире онлайн-концерт украинского исполнителя MONATIK внутри мобильного приложения. Этот концерт попал в украинскую книгу рекордов Гиннеса.
В 2022 году Sense Bank стал «Банком года в Украине» («Bank of the Year award for Ukraine 2022») по версии международного журнала The Banker.

## Социальные инициативы
К началу 2023 года банк выделил из собственного бюджета 115 млн гривен на нужды Вооружённых сил Украины и территориальной обороны. Так, в первые дни военных действий было осуществлено целевое финансирование ВСУ на 10 млн грн. Дополнительно банк обеспечил силы ТРО и ВСУ амуницией, продуктами питания, генераторами, тактическим снаряжением, лекарствами, закупил бронированное авто, тепловизоры и многое другое.